# Ordre anglican des prêcheurs
 (mai 2023).
L'Ordre anglican des prêcheurs est un ordre religieux anglican parfois vaguement appelé « Dominicains ».

## Histoire
L'ordre a été fondé aux États-Unis à la fin des années 1990 par le prêtre épiscopal, le révérend Dr Jeffery Mackey, mais fait remonter son héritage spirituel au prêtre catholique Saint Dominique de Guzmán au XIIIe siècle. La communauté religieuse n'a aucun lien officiel avec l'Ordre Catholique des Prêcheurs fondé par saint Dominique et approuvé par le pape Honorius III en 1216. Le groupe est une « communauté chrétienne » reconnue dans l'Église épiscopale aux États-Unis. Cette communauté chrétienne peut être trouvée à travers la Communion anglicane mondiale et comprend des hommes et des femmes (mariés, célibataires, ordonnés et laïcs) modelés selon une règle du troisième ordre.
Les membres de l'ordre doivent être baptisés, confirmés et en communion avec l'archevêque de Cantorbéry. Cependant, les oblats et associés peuvent s'affilier à l'ordre et appartenir à n'importe quel corps chrétien de fidèles. Les frères et sœurs vivent sous une règle de vie commune et des vœux de simplicité, de chasteté et d'obéissance. La spiritualité de l'ordre repose sur quatre piliers : la prière, la communauté, l'étude et la prédication. L'ordre cherche à capturer l'esprit du mouvement de prédication original de saint Dominique au XIIIe siècle dans les contextes contemporains variés de ses membres.
L'ordre est une communauté diasporique répartie dans le monde entier et ne possède actuellement aucune propriété. Les membres sont organisés au sein de « maisons » basées sur des régions géographiques et sont dirigés par des prieurs. Les frères et sœurs de l'Ordre se réunissent une fois par an en chapitre pour célébrer la fête de saint Dominique et régulièrement lors des réunions de maison de mi-année. Ceux qui vivent à proximité se rassemblent souvent plus fréquemment pour la fraternité et la mission partagée.